# Takamagahara (mitologia)
Takama-ga-hara (高天原? anche Taka-ama-hara, Taka-no-ama-hara, o Takama-no-hara, lett. "l'altopiano del paradiso") è nello Scintoismo la residenza degli dei.

## Definizione
Takamagahara è la residenza dei kami, di cui Tsukuyomi, e diretto da Amaterasu. Rappresenta il mondo superiore (上つ国?, uwatsukuni), in opposto allo Yomi che è il mondo sotterraneo (根の下つ国?, ne no shitatsukuni) e con Ashihara no nakatsukuni (葦原中国?) che è il mondo degli uomini.
Takamagahara è collegato alla Terra attraverso il ponte Ame no ukihashi (天浮橋? lett."il ponte celeste fluttuante").
Il monte Takamagahara è oggi una montagna della Prefettura di Gunma.